# Walton (miasto)
Walton – miasto w Stanach Zjednoczonych, w stanie Nowy Jork, w hrabstwie Delaware.